# Lanús AC
Lanús Athletic Club – argentyński klub piłkarski z siedzibą w mieście Lanús wchodzącym w skład zespołu miejskiego Buenos Aires.

## Osiągnięcia
- Wicemistrz Argentyny: 1897

## Historia
Klub Lanús Athletic w 1896 roku uzyskał awans do pierwszej ligi argentyńskiej. W swym pierwszoligowym debiucie w 1897 roku klub zdobył tytuł wicemistrza Argentyny. Później było gorzej – w 1898 4 miejsce oraz w 1899 także miejsce 4, ale jednocześnie ostatnie, co oznaczało spadek z pierwszej ligi. Lanús Athletic do końca swego istnienia nie zdołał wrócić do najwyższej ligi Argentyny.
W 1900 roku wielu zawodników klubu przeniosło się do zespołu English High School AC. W 1914 roku klub zmienił nazwę na Lanús United, a w następnym roku włączony został do nowo powstałego klubu CA Lanús.